# Jean-François Millet
Jean-François Millet (Gruchy, 4. listopada 1814. – Barbizon, 20. siječnja 1875.) bio je francuski slikar i grafičar; uz Gustavea Courbeta i Honoréa Daumiera, glavni predstavnik realizma u francuskom slikarstvu 19. stoljeća. 

## Životopis
Millet je djetinjstvo proveo na selu u Normandiji, u zatvorenoj i sumornoj sredini koju je nadgledao savjesni svećenik koji je svoje propovjedi temeljio na Bibliji i Vergilijevim Eklogama. Tada je izgradio duboko romantičarske religiozne poglede na umjetnost. Godine 1849., za vrijeme svog naukovanja u atelijeru Paula Delarochea u Parizu, upoznaje slikare Barbizonske škole koji su ga usmjerili na realizam. Millet nije oponašao Courbetov revolucionarni stil, već je zadržao tradicionalni element pridavajući svojim svakodnevnim temama težinu i plemenitost. U Barbizomu je slikao po sjećanju, bez ikakva upućivanja na stvarnost. Snažno je utjecao na belgijske i nizozemske slikare.

## Djela
U ranim radovima slikao je konvencionalne mitološke i žanr-scene te portrete. Poslije je u pejzažno slikarstvo barbizonske škole unosio ljudske likove i naglašavao melankoličnost seoskog života. Zapravo, Millet je bio prvi moderni umjetnik koji je izabrao temu seoskog života kao slikarski motiv. Na slikama velikog formata stavljao je seljake u prednji plan, u izdvojenim skupinama. To su melankolični, sumorni likovi smekšani večernjim svjetlom, zaokupljeni samima sobom i nekako bezvremenski. Oni ne pripadaju nekom određenom području, već imaju šire značenje i postaju predstavnici ljudske ovisnosti o zemlji. 
Njegov Sijač iz 1850. godine postao je simbolom čovjeka koji radi. Izravna i bliska veza s prirodom odražava se u raspoloženju i tonu – u zamornom ritmu svakodnevnog rada u tmurnom, zagušujućem svjetlu. 
Na svojoj slici Angelus (katolička molitva koja se izgovara tri puta na dan: ujutro, u podne i u vrijeme zalaska sunca), Millet je uspio prikazati opću ideju siromaštva i patnje koja je ispunjavala živote francuskih zakupnika zemlje i seljaka u ranom 19. stoljeću.
Najslavnija djela su mu:
- Sijač (1850.)
- Angelus (1857. – 1859.)
- Pabirčenje (1857.)
- Pastirica koja čuva ovce (1864.)

- Pekarka (1854.)
- Pabirčenje (1857.)
- Pastirica koja čuva ovce (1864.)
- Lekcija pletenja (1869.)

## Poveznice
- Realizam

## Vanjske poveznice
- www.atelier-millet.fr Službene stranice radionice Jeana-Françoisa Milleta u Barbizonu.]